# Aeroportul Salima
Aeroportul Salima (IATA: LMB, ICAO: FWSM) este un aeroport din Regiunea Central, Malawi ce deservește zona Salima. A fost numit după zona deservită.
Situat la o altitudine de 515 m, aeroportul dispune de o singură pistă.